# Bonifaz (F-111)
La Bonifaz (F-111) es la primera de las cinco fragatas de la clase Bonifaz de la Armada Española de nueva generación especializadas en guerra antisubmarina, y son las encargadas de sustituir a las fragatas de la clase Santa María a partir de 2026. La autorización para la construcción de las cinco fragatas F-110 se produjo en marzo de 2019. Su nombre proviene de Ramón Bonifaz, histórico militar y marino castellano del siglo XIII que organizó una flota para la reconquista de Sevilla.
La Bonifaz (F-111) se comenzó a construir en abril de 2022 y su entrada en servicio se espera para el año 2028.

## Construcción
En marzo del año 2022 se inició la construcción de la primera de estas fragatas en los astilleros de Ferrol (Galicia). Se programó el 25 de marzo como fecha del primer corte de la primera plancha de una F-110. Finalmente, el 6 de abril se celebró la ceremonia del primer corte de chapa a la que acudieron diversas personalidades, incluido el presidente del Gobierno, Pedro Sánchez. El 9 de agosto de 2023 se puso la quilla y a finales de 2023 ya se estaba trabajando en 24 de los 33 bloques que compondrán el navío. La botadura está prevista para 2025 o 2026, y su entrada en servicio activo para 2028.

### Desarrollos relacionados
- Roger de Lauria (F-112)
- Menéndez de Avilés (F-113)
- Luis de Córdova (F-114)
- Barceló (F-115)

### Secuencias de designación
Clase Júpiter→Clase Eolo→Clase Pizarro→Clase Descubierta→Clase Baleares→Clase Santa María→Clase Álvaro de Bazán→Clase F-110→Clase F-120

### Listas relacionadas
Fragatas con motor de la Armada Española